# 30P/Reinmuth
30P/Reinmuth (denumită și cometa Reinmuth 1) este o cometă periodică din sistemul solar cu o perioadă orbitală de aproximativ 7,3 ani. A fost descoperită de Karl Reinmuth pe 22 februarie 1928.
Se estimează că nucleul cometei are un diametru de aproximativ 7,8 kilometri.